# 10 cm Kanone 17
10 cm Kanone 17 – niemiecka armata polowa o kalibrze 105 mm używana podczas I wojny światowej, która zastąpiła armatę wz. 14. Produkcja armat przez firmę Krupp rozpoczęła się w 1917 i trwała do zakończenia wojny. Łącznie wyprodukowano 192 armaty tego typu.

## Linki zewnętrzne

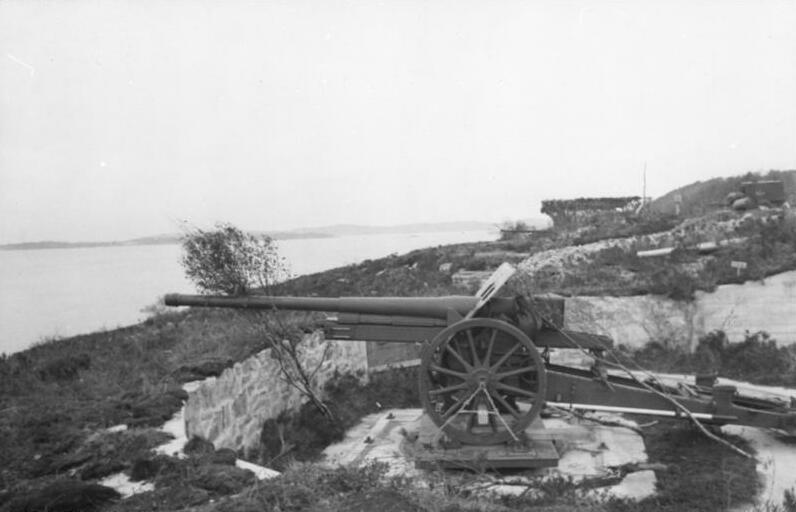
10 cm Kanone 17 w Norwegii, rok 1941